# Gabrielle Roth
Gabrielle Roth (San Francisco, 4 februari 1941 – New York, 22 oktober 2012) was een Amerikaans muzikante, auteur, danseres, filosofe en theatermaakster.

## Levensloop
Roth heeft haar leven gewijd aan dans, zang, poëzie en theater. Haar langdurige bestudering van deze onderwerpen leidde onder meer tot de ontwikkeling van de vijf ritmes (5Rhythms). De vijf ritmes is een bewegingsmeditatie en vrije dansvorm waarbij een danser door vijf verschillende ritmes beweegt, die samen een golf van beweging of een 'wave' vormen. De vijf ritmes zijn vloeiend, staccato, chaos, lyrisch en stilte. In 1987 richtte Roth in Californië 'The Moving Center' op, een overkoepelende organisatie voor de 5 ritmes met vertakkingen in New York en Europa.
Roth was artistiek leider van haar dans-, theater- en muziekgezelschap de 'Mirrors' en had haar eigen opnamestudio Raven Recording, opgericht samen met haar man, Robert Ansell. Roth heeft een twintigtal albums en verschillende dvd's geproduceerd. Daarnaast heeft ze verschillende boeken geschreven, waarvan er twee in het Nederlands vertaald zijn.

## Albums
- Ritual
- Bones
- Waves
- 2000 - Tribe
- 2004 - Sundari (A Jivamukti Yoga Class)
- 2003 - Yogafit Vol. 1
- 2003 - Yogafit Vol. 2
- 2003 - Shakti
- 2003 - Trance
- 2002 - Bardo
- 2002 - Endless Wave Vol. 2
- 2000 - Initiation
- 1998 - Refuge
- 1997 - Zone Unknown
- 1996 - Stillpoint
- 1996 - Endless Wave Vol. 1
- 1995 - Tongues
- 1994 - Luna
- 1985 - Totem

## Dvd's
- The Wave
- The Power Wave
- The Inner Wave
- Open Floor: Dance, Therapy & Transformation
- Estatic Dance
- Dances of Ecstacy

## Nederlandstalige boeken
- 2001 - Dansend naar extase
- 2004 - Dans het leven

## Engelstalige boeken
- 1989 - Maps to Ecstacy: Teachings of an Urban Shaman
- 1998 - Sweat Your Prayers
- 1999 - Intellectual Property Legal Opinions
- 2000 - Ecstatic Dance
- 2001 - The Inner Wave: Dancing Your Authentic, Intuitive Self
- 2004 - Connections: The 5 Threads of Intuitive Wisdom
- This Dance: A Poultice of Poems
- Silk Tracks: Purging Silences From Cells